# Boi Caprichoso (Manaus)
O Grêmio Recreativo Popular “Boi Caprichoso”, foi um boi-bumbá fundado na Praça 14 de Janeiro em Manaus, tinha como característica seu couro branco e seu coração preto na testa. Notabilizou-se por participar dos torneios de Boi-Bumbá organizados pela prefeitura de Manaus, em que sagrou-se campeão em algumas oportunidades. A partir de 1957 começou a concorrer no Festival Folclórico do Amazonas onde participou até 1971, quando encerrou suas atividades.

## História
O Boi-Bumbá Caprichoso da Praça 14, foi criado pelo Mestre Raimundo Fonseca, um nordestino emigrante do Maranhão, filho de mãe escravizada, que foi a Manaus na época do apogeu da borracha, em busca de maior prosperidade. A Praça 14 de Janeiro onde fixou sua residência, no início do século XX foi o destino de boa parte da população negra em Manaus, neste território foi criado pela família Fonseca o Quilombo de São Benedito, que hoje é considerado o segundo maior quilombo urbano do Brasil.

Mestre Raimundo Fonseca fundou o Caprichoso em 14 de janeiro de 1913, junto dos irmãos Manoel e Antão, do senhor Ramiro Silva e da sua esposa Paula Maria. Nos primeiros anos, o boi brincava na época de São João somente para os moradores da comunidade. Com o tempo o boi começou a participar das famosas touradas que aconteciam nas ruas de Manaus, quando um boi se encontrava com o outro. O seu principal rival era o Boi Mina de Ouro do Boulevard Amazonas que tinha como característica a cor preta e estrela branca na testa, o encontro geralmente acabava terminando em briga.  Um dos casos que acabou em tragédia foi noticiado pelo Jornal do Commercio em 1929, em que João Alves, a Catirina do Caprichoso, foi apunhalado por uma faca por um brincante do Mina de Ouro.
Na década de 1940, a Prefeitura Municipal de Manaus realizou o primeiro concurso para escolher o melhor bumbá, com objetivo de cessar as touradas que causavam bastante indignação na imprensa. Além do Caprichoso,  nesse torneio participou quase todos os bois da cidade, entre eles o Mina de Ouro, Tira Prosa, Corre-Campo, Campineiro e o Boi Garantido do bairro da Cachoeirinha. Nesse período o Caprichoso ganhou títulos, um dos que se tem registro foi o campeonato de 1947.
A partir de 1957 com a criação do Festival Folclórico do Amazonas, os bois começaram a concorrer dentro do evento, o Caprichoso participava do grupo principal junto com mais quatro boi-bumbás.  Nesse período, com a morte de mestre Raimundo, em 1945, quem comandava o bumbá era a família de Luiz Gadelha. O Boi Caprichoso encerrou suas atividades em 1971, quando era dirigido por Alberto Orelhinha.